# Agrapha meretricia
Agrapha meretricia är en fjärilsart som beskrevs av William Schaus 1911. Agrapha meretricia ingår i släktet Agrapha och familjen nattflyn. Inga underarter finns listade i Catalogue of Life.